# Lac Capichigamau
Le lac Capichigamau est un plan d'eau douce de la partie Sud du territoire de Eeyou Istchee Baie-James (municipalité), dans la région
administrative du Nord-du-Québec, dans la province de Québec, au Canada. Ce lac fait partie de la Réserve faunique Assinica. Ce lac fait partie du canton de Bellerive.
La foresterie constitue la principale activité économique du secteur. Les activités récréotouristiques arrivent en second.
Le bassin versant du lac Capichigamau est accessible grâce à une route forestière (sens Nord-Sud) passant à l’Ouest du Lac la Trève et rejoignant vers le Sud la route 113 (reliant Lebel-sur-Quévillon à Chibougamau).
La surface du lac Capichigamau est habituellement gelée du début novembre à la mi-mai, toutefois la circulation sécuritaire sur la glace se fait généralement de la mi-novembre à la mi-avril.

## Géographie
Ce lac comporte une longueur de 21,1 km, une largeur maximale de 2,0 km et une altitude de 356 m. La partie Sud-Ouest du lac est particulièrement encastré entre des montagnes dont un sommet atteint 490 m du côté Ouest. La partie Nord du lac est entouré de quelques zones de marais.
Le lac Capichigamau s’approvisionne du côté Sud par deux décharges de petits lacs de montagne, du côté Est par la décharge de deux lacs non identifiés, du côté Ouest par la décharge de deux lacs non identifiés et du côté Nord par la décharge d’un lac non identifié.
L’émissaire du lac Capichigamau est situé au Nord et coule sur 17,3 km vers le Nord en traversant des zones de marais jusqu’à l’embouchure du lac Boissy (altitude : 319 m), lequel est traversé vers le Sud-Ouest par la rivière Assinica. L’embouchure du lac Capichigamau est localisée au fond
d’une baie, à :
- 12,4 km au

Sud de l’embouchure de la décharge du lac Capichigamau confluence avec la rivière Assinica) ;
- 31,3 km au Sud-Est de l’embouchure de la rivière Assinica (confluence avec la rivière Broadback) ;
- 138,9 km au Sud-Est de l’embouchure du lac Evans ;
- 279 km à l’Est de l’embouchure de la rivière Broadback (confluence avec la Baie de Rupert) ;
- 77,5 km au Nord-Ouest du centre-ville de Chibougamau ;
- 187 km au Nord-Est du centre-ville de Matagami[1].

Les principaux bassins versants voisins du lac Surprise sont :
- côté Nord : lac La Chevardière, rivière Assinica, rivière Broadback ;
- côté Est : lac Waposite, lac Comencho, lac Opataca ;
- côté Sud : lac Omo, lac Caupichigau, lac la Trève, rivière Chibougamau ;
- côté Ouest : lac Moquachéa, lac Amisquioumisca, ruisseau Luky Strike, rivière Nipukatasi.

## Toponymie
D’origine cri, le terme « Capichigamau » signifie « lac long ». Ce toponyme apparait pour la première fois en 1951 sur une carte de la province de Québec.
Le toponyme "lac Capichigamau" a été officialisé le 5 décembre 1968 par la Commission de toponymie du Québec lors de sa création.